# Play with Fire
«Play with Fire» es el primer sencillo del álbum Dignity de la cantante y actriz Hilary Duff. Es una canción pop/rock, escrita por la misma Duff, y por los compositores: Kara DioGuardi, James Everette Lawrence y Will Adams (conocido como Will.I.Am) líder de la banda hip hop estadounidense Black Eyed Peas.

## Información de la canción
La canción fue transmitada en algunas estaciones de radio estadounidenses desde el 21 de agosto y estuvo disponible desde el 3 de octubre en LAUNCHcast y Sony Connect como descarga digital en Estados Unidos, el 9 de octubre debuta en iTunes Estados Unidos y Canadá. En septiembre de 2006 Play With Fire fue incluida como pista de promoción del mp4 Massively Mini Media de la compañía estadounidense Tiger Electronics. Desde el 20 de noviembre el remix de Richard Vission fue transmitido en algunas estaciones de radio en Estados Unidos. A mediados de diciembre el sencillo ingresó en el Billboard Hot Club Play en la trigesimoprimera posición. El 18 de noviembre fue publicado digitalmente en Australia, en marzo de 2007 fue publicado en Reino Unido con el sencillo With Love y enarboló la vigesimonovena posición en dicho país.

## Video
El video musical fue dirigido por Alex y Martin, directores de videos musicales de U2 y Kylie Minogue. Fue grabado en Toronto, Canadá durante julio, según los directores el video es «verdadero y subreal» y contiene efectos visuales, evocan una «casa de espejos», según lo considerado en un parque de atracciones.
En el video Duff se presenta en siluetas visuales a través de los espejos, esta vez Hilary y su casa disquera Hollywood Records escogen para primer sencillo promocional un tema más dance y con efectos de audio más electrónicos, aunque siguiendo la huella del pop y resaltando un poco el R&B. El video, al igual que la canción, se centró en el homenaje a la princesa del pop australiana Kylie Minogue, de quien Duff es fan.
El video fue estrenado en premier mundial el 15 de agosto de 2006 en el programa MTV Total Request Live TRL, al día siguiente empieza su rotación en el famoso conteo estrenándose en la posición 8, permaneció en el chart por 19 días y enarboló la posición 5 dentro del programa. El video convirtióse en un éxito en el programa TVZ de Brasil, posicionándose en el primer puesto del conteo en tres oportunidades. Es una de sus mejores canciones de todos los sencillos, pues su contexto es interesante y provocador.

## Remixes
La casa musical Richard Vission ha elaborado cuatro remezclas de «Play With Fire», el primer remix oficial que se elaboró llamado «Play With Fire (Richard Vission remix)» tuvo una crítica excelente de la revista Billboard y ha obtenido gran popularidad en el WorldSpace Satélite Radio Top 40, posicionándose en el primer puesto en la tercera semana de noviembre, para dicho remix Richard Vission elaboró un video oficial que remezcló con las escenas del original, esta nueva edición de Play With Fire estrenóse a mediados de octubre en el MySpace Oficial de Hilary Duff.

## Crítica
La canción tuvo una revisión positiva por parte de Chuck Taylor de la revista Billboard, describiéndola como una pieza pop/rock verdaderamente intrigante, más oscura, con estructurtas melódicas que pueden atraer a una multitud de personas del dancefloor a la música de Duff. Él llamó a la versión Radio Edit de Richard Vission como una verdadera obra de arte, agregó que la transformación de Duff es un gran potencial innovador y que Estados Unidos ya estaría destinado a la llegada de una segunda «Kylie Minogue», personificada por Hilary Duff.

## Transición en listas
| Billboard Hot 100 | Billboard Hot 100 | Billboard Hot 100 | Billboard Hot 100 | Billboard Hot 100 | Billboard Hot 100 | Billboard Hot 100 | Billboard Hot 100 | Billboard Hot 100 | Billboard Hot 100 | Billboard Hot 100 | Billboard Hot 100 | Billboard Hot 100 | Billboard Hot 100 | Billboard Hot 100 | Billboard Hot 100 | Billboard Hot 100 | Billboard Hot 100 | Billboard Hot 100 | Billboard Hot 100 | Billboard Hot 100 |
| Semana:           | 1                 | 2                 | 3                 | 4                 | 5                 | 6                 | 7                 | 8                 | 9                 | 10                | 11                | 12                | 13                | 14                | 15                | 16                | 17                | 18                | 19                | 20                |
| ----------------- | ----------------- | ----------------- | ----------------- | ----------------- | ----------------- | ----------------- | ----------------- | ----------------- | ----------------- | ----------------- | ----------------- | ----------------- | ----------------- | ----------------- | ----------------- | ----------------- | ----------------- | ----------------- | ----------------- | ----------------- |
| Posición          | 87                | 65                | 65                | 70                | 65                | 70                | 43                | 41                | 43                | 36                | 33                | 33                | 31                | 41                | 30                | 33                | 36                | 33                | 34                | 30                |
| semana:           | 21                | 22                | 23                | 24                | 25                | 26                | 27                | 28                | 29                | 30                | 31                | 32                | 33                | 34                | 35                | 36                | 37                | 38                | 39                | 40                |
| Posición          | 45                | 34                | 47                |                   |                   |                   |                   |                   |                   |                   |                   |                   |                   |                   |                   |                   |                   |                   |                   |                   |

## Formatos y lista de pistas
Promo
1. «Play With Fire» – 3:00
2. «Play With Fire» (instrumental) – 3:00

Richard Vission Remixes
1. «Play With Fire» (Richard Vission remix radio edit) – 3:12
2. «Play With Fire» (Richard Vission mix show edit) – 4:55
3. «Play With Fire» (Richard Vission club mix) – 6:10
4. «Play With Fire» (Richard Vission dub mix) – 5:55

## Posicionamiento
| LISTAS         |                         |          |
| País           | Lista                   | Posición |
| AMÉRICA        |                         |          |
| Argentina      | Top 100                 | 41       |
| Estados Unidos | Hot Dance Club Play     | 31       |
| Estados Unidos | Airplay Radio Mediabase | 113      |
| Costa Rica     | Top 40 Singles Chart    | 29       |

- Datos: Q2631746